# Leukemia
Leukemia ist eine wissenschaftliche Fachzeitschrift, die vom Nature-Verlag veröffentlicht wird. Die Zeitschrift wurde 1987 gegründet und erscheint derzeit monatlich. Es werden Arbeiten zur Erforschung und Behandlung von Leukämien und ähnlicher Erkrankungen veröffentlicht. Der online-Zugang zu den Ausgaben der Jahre 1997 bis 2008 ist frei.
Der Impact Factor lag im Jahr 2015 bei 12,104. Nach der Statistik des ISI Web of Knowledge wird das Journal mit diesem Impact Factor in der Kategorie Onkologie an achter Stelle von 213 Zeitschriften und in der Kategorie Hämatologie an zweiter Stelle von 68 Zeitschriften geführt.
Chefherausgeber sind Andreas Hochhaus (Universität Jena) und Robert Peter Gale (UCLA u. a.).